# اکودال (ویرجینیا)
اکودال، ویرجینیا (به انگلیسی: Acodale, Virginia) در ایالات متحده آمریکا است که در ویرجینیا واقع شده‌است.